# Евтушенко, Алексей Михайлович
Алексе́й Миха́йлович Евтуше́нко (26 сентября 1934, Осипенко, Запорожская область, УССР ― 9 марта 1999, Санкт-Петербург) ― советский и российский тромбонист и дирижёр, солист Заслуженного коллектива РСФСР академического симфонического оркестра Ленинградской филармонии.

## Биография

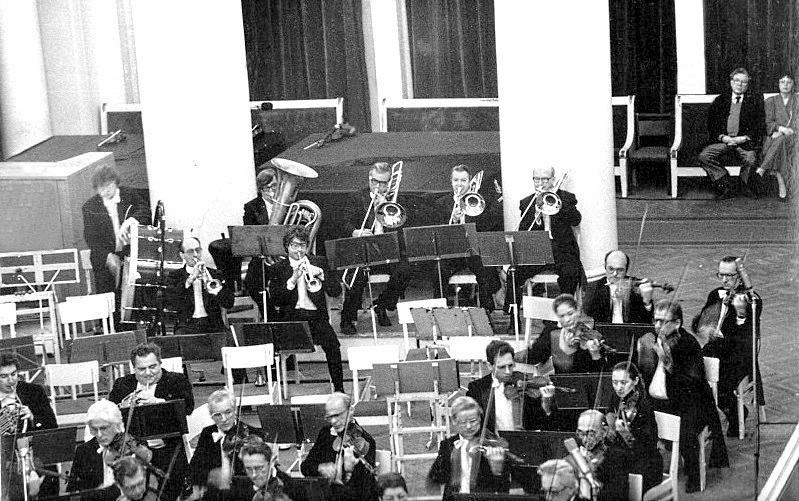
1989, концерт ЗКР АСО Ленинградской филармонии, тубист В.Галузин, тромбонисты: А.Евтушенко, Б.Виноградов, В.Венгловский

Родился 26 сентября 1934 года в селе Осипенко Запорожской области на Украине. В 1954 окончил Одесское музыкальное училище по классу тромбона у А. П. Руденко, в 1959 — Ленинградскую консерваторию у Заслуженного артиста РСФСР профессора А. А. Козлова.
В 1953—1954 артист симфонического оркестра Одесской филармонии, в 1954—1956 — эстрадного оркестра Ленконцерта, в 1956—1964 солист оркестра Михайловского театра, 1964—1966 — симфонического оркестра Ленинградской филармонии, в 1966—1972 — оркестра Киевского театра оперы и балета им. Шевченко.
В 1972—1995 солист (бас-тромбон) Заслуженного коллектива России Академического симфонического оркестра Ленинградской филармонии под руководством Евгения Мравинского, в 1995—1998 солист и дирижёр Санкт-Петербургского симфонического оркестра «Классика». Занимался по дирижированию у Е.Мравинского, был его ассистентом в Ленинградской филармонии.
Гастролировал в странах Европы, Латинской Америки, Японии, Канаде, США. Выступал в лучших концертных залах мира: Карнеги-Холл (США), Альберт-Холл (Великобритания), Осака Симфони Холл (Япония), Гамбург Музикхалле (Германия) и мн. др.
В 1995 году принимал участие в гала-концерте Пласидо Доминго в г. Турку (Финляндия).

## Аудиозаписи
- И. С. Бах, Фуга (из Токкаты и фуге) ре минор (переложение Мейера) и др.
Виктор Венгловский, Борис Виноградов, Александр Морозов, Алексей Евтушенко, Анатолий Скобелев (тромбоны) Мелодия: № 312№ 133 № 219 № 220 № 224